# Piotr Ugriúmov
Piotr Serguéievitx Ugriúmov (en rus: Пётр Сергеевич Угрюмов, en letó: Pēteris Ugrjumovs) (Riga, 21 de gener de 1961) és un ex-ciclista letó encara que amb nacionalitat russa. Fou professional del 1991 fins al 1999, encara que ja va tenir bons resultats quan d'amateur quan encara era soviètic.
Encara que nascut a Letònia, Ugriúmov era de família russa. Amb la independència del país bàltic, va córrer sota bandera letona. Però el 1995 es va nacionalitzar rus i així competirà en els Jocs Olímpics de 1996 i també en els Campionats del món posteriors.
Del seu palmarès destaquen 2 victòries d'etapa del Tour de França del 1994, i una altra en el Giro d'Itàlia de 1993. En les dues curses va acabar en 2n lloc final darrere de Miguel Indurain.

## Palmarès
- 1984
  - 1r al Girobio
  - 1r a la Volta a Sotxi
  - Vencedor d'una etapa a la Cursa de la Pau
  - Vencedor d'una etapa al Tour de l'Avenir
- 1986
  -  Campió de la Unió Soviètica en ruta
  - 1r al Trofeu Joaquim Agostinho
- 1987
  - 1r al Circuit de La Sarthe i vencedor d'una etapa
  - 1r a la Volta a Sotxi
- 1990
  - Vencedor d'una etapa a la Settimana Ciclistica Bergamasca
  - Vencedor d'una prova del Trofeo dello Scalatore
- 1991
  - 1r a la Volta a Astúries
  - 1r al Trofeu Luis Ocaña
- 1993
  - Vencedor d'una etapa al Giro d'Itàlia
  - 1r al Giro del Friül
  - 1r a la Euskal Bizikleta
- 1994
  - Vencedor de 2 etapes al Tour de França
- 1998
  - 1r a la LuK Cup

### Resultats al Tour de França
- 1990. 45è de la classificació general
- 1994. 2n de la classificació general. Vencedor de 2 etapes
- 1996. 7è de la classificació general

### Resultats a la Volta a Espanya
- 1989. 35è de la classificació general
- 1991. 8è de la classificació general
- 1992. 18è de la classificació general
- 1995. 22è de la classificació general

### Resultats al Giro d'Itàlia
- 1989. 16è de la classificació general
- 1990. 8è de la classificació general
- 1992. 20è de la classificació general
- 1993. 2n de la classificació general. Vencedor d'una etapa
- 1994. 24è de la classificació general
- 1995. 3r de la classificació general
- 1996. 4t de la classificació general
- 1997. No surt (14a etapa)
- 1998. 40è de la classificació general
- 1999. Abandona (7a etapa)